# Queensferry (Wales)
Queensferry is een plaats in het Welshe graafschap Flintshire.
Queensferry telt ongeveer 1500 inwoners.